# Kenichi Suzuki
Kenichi Suzuki (6 april 1967), Japans:鈴木 賢一, is een voormalige Japanse langeafstandsloper, die gespecialiseerd was in de marathon. Hij werd Japans kampioen in deze discipline en schreef enkele grote internationale evenementen op zijn naam.

## Loopbaan
Suzuki won op 23 september 1993 de marathon van Amsterdam in een tijd van 2:11.56. Hij finishte hiermee een halve minuut voor de Nederlander Tonnie Dirks, die in 2:12.27 als beste Nederlander op een vijfde plaats eindigde. Een jaar later won hij de marathon van Hiroshima in 2:11.05 en in 1999 de marathon van Peking in 2:11.33.
Zijn persoonlijk record van 2:10.47 liep Kenichi Suzuki in 1997 bij de marathon van Berlijn, maar eindigde hiermee 'slechts' op een twaalfde plaats.

## Titels
- Japans kampioen marathon - 1994

## Persoonlijke records
Baan
| Onderdeel | Prestatie | Datum       | Plaats   |
| --------- | --------- | ----------- | -------- |
| 5000 m    | 13.51,07  | 5 mei 1992  | Shizuoka |
| 10.000 m  | 28.31,39  | 10 mei 1992 | Mito     |

Weg
| Onderdeel      | Prestatie | Datum             | Plaats  |
| -------------- | --------- | ----------------- | ------- |
| 10 km          | 29.11     | 23 november 1996  | Otawara |
| 10 Eng. mijl   | 47.42     | 11 februari 1999  | Himeji  |
| halve marathon | 1:03.42   | 24 november 2008  | Nagoya  |
| 30 km          | 1:31.26   | 21 februari 1993  | Ome     |
| marathon       | 2:10.47   | 28 september 1997 | Berlijn |

## Palmares

### 10 km
- 1996:  Otawara - 29.11

### 10 Eng. mijl
- 1999: 5e Himeji Castle - 47.42

### halve marathon
- 1995: 39e halve marathon van Sapporo - 1:04.52
- 2008: 5e halve marathon van Nagoya - 1:03.42

### 30 km
- 1993:  Ome-Hochi - 1:31.26

### marathon
- 1993:  marathon van Amsterdam - 2:11.56
- 1994:  Japanse kamp. in Hiroshima - 2:11.05
- 1994: 6e Aziatische Spelen in Hiroshima - 2:19.59
- 1995:  marathon van Amsterdam - 2:14.26
- 1996: 31e marathon van Tokio - 2:18.50
- 1996: 13e marathon van Fukuoka - 2:14.53
- 1997: 12e marathon van Berlijn - 2:10.47
- 1998: 19e Boston Marathon - 2:17.16
- 1999: 25e marathon van Otsu - 2:18.25
- 1999:  marathon van Peking - 2:11.33
- 2000: 22e marathon van Otsu - 2:17.18
- 2000: 19e marathon van Carpi - 2:26.12
- 2001: 4e marathon van Otawara - 2:25.40